# GUILTY GEAR JUDGMENT
『GUILTY GEAR JUDGMENT』（ギルティギア・ジャッジメント）は、アークシステムワークスより2006年8月24日に発売されたPlayStation Portable用ゲームソフト。ジャンルは横スクロールアクション（パッケージにはベルトスクロールアクションと記載） / 対戦格闘。
PlayStation NetworkのPlayStation Storeでもダウンロード販売されている。

## 概要
今作はこれまでに発売されたGUILTY GEARシリーズとは違い、対戦格闘ではなく2Dの横スクロールアクションとなっている。おなじみのGUILTY GEARシリーズのキャラクターを使って雑魚敵を倒しながら各ステージのボスを倒し最終ボスを倒すことが目的となる。また、今作には過去に発売されたPlayStation 2版『GUILTY GEAR XX / -SLASH-』の移植版が同時収録されている。
初期から使えるキャラクターはソル、カイ、メイ、ミリア、イノの5人。他は隠しキャラクターである。

## ストーリー
とある辺境の孤島「イセネ」。人口は数千人のこの島にて突如人が集団で失踪した。その島に何かを感じ取った者達は島へ集結する。

## 登場キャラクター
- ソル＝バッドガイ
- カイ＝キスク
- ミリア＝レイジ
- イノ
- メイ
- チップ＝ザナフ
- アクセル＝ロウ
- ファウスト
- ポチョムキン
- スレイヤー
- 蔵土縁紗夢
- ディズィー
- 梅喧
- ザッパ
- ヴェノム
- ブリジット
- ジョニー
- 御津闇慈
- テスタメント
- エディ